# 山内重保
山内 重保（やまうち しげやす、1953年4月10日 - ）は、日本の男性アニメーション演出家、アニメーション監督。北海道函館市出身。葦プロダクションから東映動画を経て現在はフリーである。

## 参加作品

### テレビアニメ
1977年
- 超合体魔術ロボ ギンガイザー（制作進行）

1978年
- 銀河鉄道999（制作進行）
- 宇宙魔神ダイケンゴー（演出）

1980年
- 宇宙大帝ゴッドシグマ（演出）

1982年
- 機甲艦隊ダイラガーXV（1982年 - 1983年、絵コンテ・演出）

1983年
- 光速電神アルベガス（1983年 - 1984年、絵コンテ・演出）
- 銀河疾風サスライガー（1983年 - 1984年、演出）

1984年
- ビデオ戦士レザリオン（1984年 - 1985年、演出）

1985年
- コンポラキッド（演出）

1986年
- めぞん一刻（絵コンテ）
- 聖闘士星矢（1986年 - 1989年、絵コンテ・演出）

1989年
- 悪魔くん（1989年 - 1990年、演出）
- らんま1/2（絵コンテ・演出）

1990年
- ドラゴンクエスト（絵コンテ）
- まじかる☆タルるートくん（1990年 - 1992年、シリーズディレクター）
- ドラゴンボールZ（1990年 - 1996年、演出）

1991年
- キン肉マン キン肉星王位争奪戦（絵コンテ）

1994年
- D・N・A² 〜何処かで失くしたあいつのアイツ〜（絵コンテ）

1996年
- ドラゴンボールGT（絵コンテ・演出）
- 地獄先生ぬ〜べ〜（1996年 - 1997年、演出）
- 花より男子（1996年 - 1997年、シリーズディレクター）

1997年
- 夢のクレヨン王国（1997年 - 1999年、演出）
- ドクタースランプ（1997年 - 1999年、シリーズディレクター）

1998年
- ブレンパワード（絵コンテ）
- 烈火の炎（絵コンテ）

1999年
- カウボーイビバップ（絵コンテ）
- ONE PIECE（1999年 - 、演出）
- おジャ魔女どれみ（1999年 - 2000年、演出）

2000年
- おジャ魔女どれみ#（2000年 - 2001年、シリーズディレクター（五十嵐卓哉と連名））

2001年
- も〜っと!おジャ魔女どれみ（2001年 - 2002年、演出）
- PROJECT ARMS（2001年 - 2002年、絵コンテ）

2002年
- おジャ魔女どれみドッカ〜ン!（2002年 - 2003年、演出）
- Kanon（演出）

2003年
- 明日のナージャ（2003年 - 2004年、演出）

2004年
- ふたりはプリキュア（2004年 - 2005年、演出）
- 冒険王ビィト（2004年 - 2005年、演出）

2005年
- Xenosaga THE ANIMATION（監修）
- 甲虫王者ムシキング 森の民の伝説（2005年 - 2006年、監督）

2006年
- BLOOD+（絵コンテ・演出）

2007年
- 恋する天使アンジェリーク〜かがやきの明日〜（絵コンテ・演出）
- 史上最強の弟子ケンイチ（絵コンテ・演出）

2008年
- キャシャーン Sins（監督）

2009年
- とある科学の超電磁砲（絵コンテ・演出）

2010年
- 戦う司書 The Book of Bantorra（絵コンテ・演出）

2011年
- 夢喰いメリー（監督・絵コンテ・演出）
- 魔乳秘剣帖（OP絵コンテ・演出）
- THE IDOLM@STER（絵コンテ・演出）
- 輪るピングドラム（絵コンテ・演出）

2012年
- ちはやふる（絵コンテ）
- 謎の彼女X（絵コンテ・演出）
- 新世界より（絵コンテ・演出）

2013年
- 翠星のガルガンティア（絵コンテ・演出）
- 君のいる町（監督）

2014年
- ブレイドアンドソウル（絵コンテ・演出）
- ハピネスチャージプリキュア!（絵コンテ・演出）
- 大図書館の羊飼い（絵コンテ・演出）

2016年
- ドリフターズ（絵コンテ）

2017年
- 銀の墓守り（絵コンテ）

2018年
- かくりよの宿飯（オープニングディレクター）
- 3D彼女 リアルガール（絵コンテ）

2021年
- ゲキドル（絵コンテ・演出）

2024年
- 最弱テイマーはゴミ拾いの旅を始めました。（総監督）
- 戦国妖狐 千魔混沌編（絵コンテ・演出）

### 劇場アニメ
1986年
- トランスフォーマー ザ・ムービー（演出助手）

1988年
- 聖闘士星矢 神々の熱き戦い（監督）
- 聖闘士星矢 真紅の少年伝説（監督）

1991年
- まじかる☆タルるートくん（監督）

1993年
- ドラゴンボールZ 燃えつきろ!!熱戦・烈戦・超激戦（監督）
- ドラゴンボールZ 銀河ギリギリ!!ぶっちぎりの凄い奴（監修）

1994年
- ドラゴンボールZ 危険なふたり!超戦士はねむれない（監督）
- Crying フリーマン 完結篇 無明流射（監督）
- ドラゴンボールZ 超戦士撃破!!勝つのはオレだ（監修）

1995年
- ドラゴンボールZ 復活のフュージョン!!悟空とベジータ（監督）
- ドラゴンボールZ 龍拳爆発!!悟空がやらねば誰がやる（監修）

1996年
- ドラゴンボール 最強への道（監督）

1997年
- 花より男子（監督）

1999年
- ドクタースランプ アラレのびっくりバーン（監督）

2000年
- デジモンアドベンチャー02 前編・デジモンハリケーン上陸!!／後編・超絶進化!!黄金のデジメンタル（監督）

2001年
- も〜っと!おジャ魔女どれみ カエル石のひみつ（監督）

2004年
- 聖闘士星矢 天界編 序奏〜overture〜（監督）

### OVA
1991年
- Crying フリーマン4 雄首冬獄（監督）
- インフェリウス惑星戦史外伝 CONDITION GREEN（総監督・演出・絵コンテ）
- ドラゴン・フィスト（監督）

1992年
- Crying フリーマン5 戦場の鬼子母神（監督）

1993年
- ドラゴンボールZ外伝 サイヤ人絶滅計画（監督）

1997年
- B'T-X NEO（絵コンテ）

2000年
- ストリートファイターZERO - THE ANIMATION -（監督）

2003年
- 聖闘士星矢 冥王ハーデス十二宮編（シリーズディレクター）

2004年
- おジャ魔女どれみナ・イ・ショ（演出）
- 戦闘妖精雪風（絵コンテ）

2010年
- 今日、恋をはじめます（監督）

2021年
- アリスインデッドリースクール（監督）

### Webアニメ
- 美少女戦士セーラームーンCrystal（2014年、絵コンテ）

### ゲーム
- チャンツェストーン（1985年、ディレクター） ※データイーストのLDゲームだが、未発売となり「トライアッドストーン」、「シュトラール」等の題名でメガLD、3DO、SSに移植されている。

### その他
- ドラマCD デジモンアドベンチャー02 夏への扉（2001年、演出）